# Брама (герб)
Брама (Огінець, пол. Brama, Oginiec) — князівський герб польської, української, литовсько-білоруської шляхти руського походження.

## Опис
У блакитному полі на двуножнику червоного кольору з вигнутими ніжками і гострими кутами розташовано срібний хрест, розщеплений вгорі. Все це оточене князівською мантією, підбитою горностаєм. Мантія увінчана княжою короною.

## Роди
Герб належав таким родам: Андрушевичі (Andruszewicz), Глинські (Ґлінські) (Gliński), Гриневицькі (Hryniewicki), Контримовичі (Kontrymowicz), Огінські (Ogiński), Рафаловські (Rafałowski), Федоровичі (Fedorowicz).Яловицькі, чи Боженець-Єловицькі (пол. Jełowicce)

## Різновиди
- Бабінські
- Єловицькі
- Пузини